# 雙帶石田螺
雙帶石田螺（学名：Sinotaia lapidea）为田螺科石田螺屬下的一个种。